# Grand Prix Frans Verbeeck
Le Grand Prix Frans Verbeeck est une course cycliste belge disputée de 1971 à 1981 à Wilsele, section de la ville de Louvain dans la province du Brabant flamand en Région flamande. Elle était célébrée en l'honneur de Frans Verbeeck qui la remporta 4 fois de 1972 à 1976.  

## Palmarès
| Année | Vainqueur        | Deuxième            | Troisième            |
| ----- | ---------------- | ------------------- | -------------------- |
| 1971  | Roger Cooreman   | Robert Van Lancker  | Roger Jochmans       |
| 1972  | Frans Verbeeck   | Ludo Van Der Linden | Alfons De Bal        |
| 1974  | Frans Verbeeck   | Walter Planckaert   | Jos Jacobs           |
| 1975  | Frans Verbeeck   | Jos Gysemans        | Antoon Houbrechts    |
| 1976  | Frans Verbeeck   | Jos Jacobs          | Jean Van der Stappen |
| 1978  | Jan Aling        | Frank Hoste         | Marc Renier          |
| 1979  | Fedor den Hertog | Jos Gysemans        | Ludo Schurgers       |
| 1980  | Marcel Laurens   | Jan Bogaert         | Willy Teirlinck      |
| 1981  | Ludwig Wijnants  | Theo de Rooij       | Patrick Versluys     |